# 田中浩康
田中 浩康（たなか ひろやす、1982年5月24日 - ）は、京都府相楽郡木津町（現・木津川市）出身の元プロ野球選手（内野手）、野球指導者、野球解説者。右投右打。現役時代は東京ヤクルトスワローズと横浜DeNAベイスターズで活躍し、2020年シーズンからDeNAのコーチを務める。

## 経歴

### プロ入り前
京都府相楽郡木津町（現・木津川市）で出生。両親が阪神タイガースファンだった影響で幼い頃からよく甲子園球場に足を運んでいた。小学2年時に父の仕事の関係で千葉県東葛飾郡沼南町（現・柏市）へ転居したことを機に、軟式野球を始める。高学年から投手を務めるが、中学に入り野球肘になってしまい1年間野球から離れ、陸上など他のスポーツをやっていた。中学2年時の春に木津川市に戻り、木津第二中学校へ転校し、ボーイズリーグの奈良スターズ（現在の京田辺ボーイズ）で再び野球を始めた。
香川県の尽誠学園高等学校時代には、1・2年時に二塁手として、全国高等学校野球選手権大会に出場した。2001年に早稲田大学へ入学すると、入学直後の東京六大学野球春季リーグで、明治大学との開幕戦に「1番・二塁手」としてスタメンに起用された。この試合を皮切りに、4年時の秋季リーグ途中まで、内野手として全試合でフルイニング出場。
3年時までは、青木宣親と1・2番、鳥谷敬（いずれも1学年先輩）と二遊間を組んだ。また2学年上のエースには和田毅がいた。3年時の秋季リーグ戦では、二塁手としてベストナインに選出。4年時には、主将を務めるかたわら、卒業した鳥谷から正遊撃手の座を引き継いだ。秋季リーグの対法政大学戦で左手に死球を受けて骨折した影響で、連続フルイニング出場の記録は途切れたものの、在学中にはリーグ戦95試合に出場。史上24人目の通算100安打を記録した末に、打率.277（368打数102安打）、6本塁打、44打点という成績を残した。その一方で、日本代表にも選出。2年時（2002年）には第1回世界大学野球選手権、2・3年時には日米大学野球選手権大会へ出場した。
2004年のNPBドラフト会議で、ヤクルトスワローズが自由獲得枠で田中の独占交渉権を獲得。契約金1億5000万円（出来高分の5000万円を含む）、年俸1500万円（金額は推定）という最高の条件で入団した。背番号は7。

### ヤクルト時代

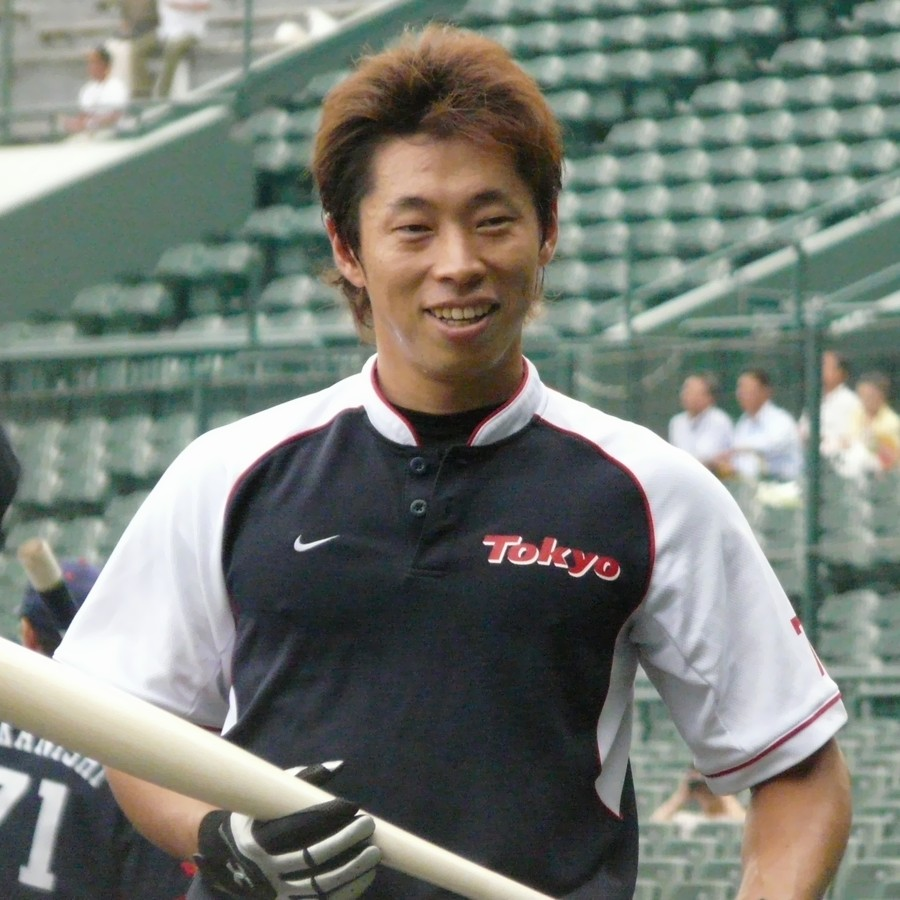
2008年 阪神甲子園球場

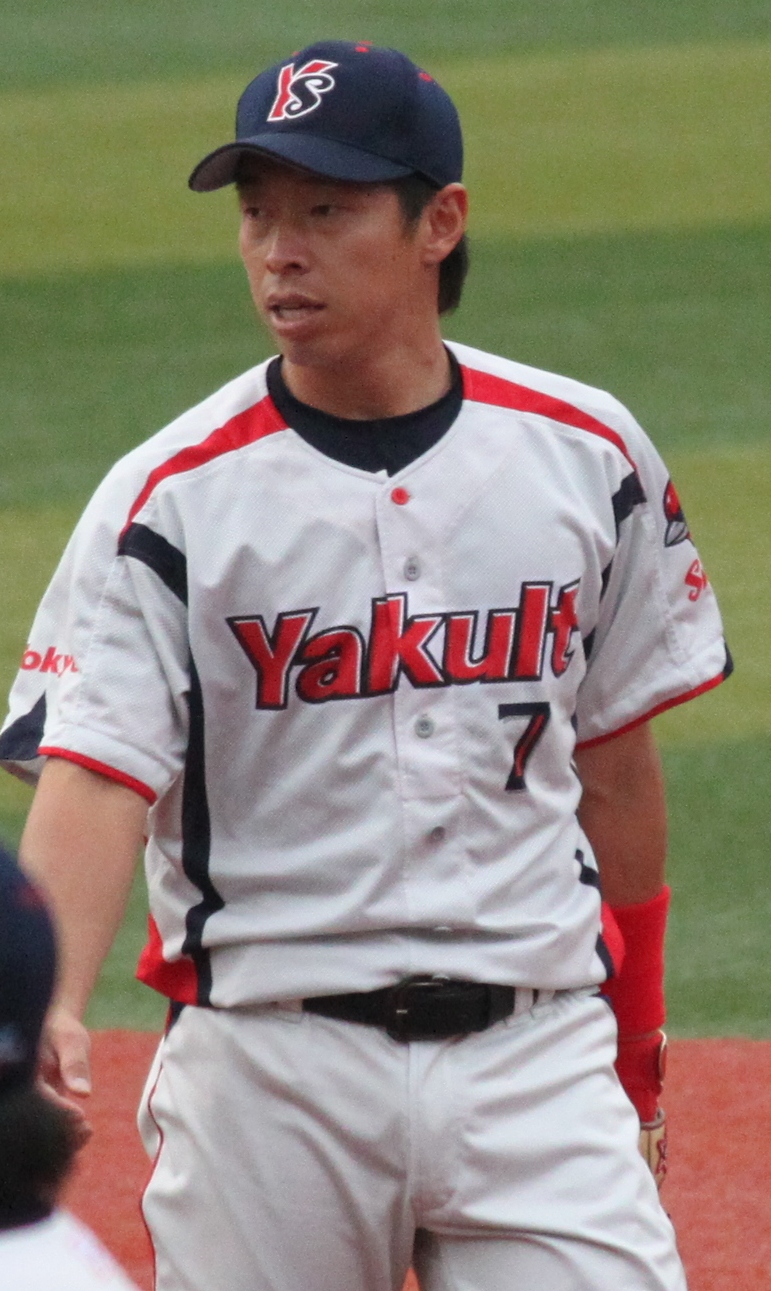
ヤクルト現役時代（2012年5月1日、横浜スタジアムにて）

2005年は開幕一軍入りを果たすも、出場機会を得られないまま5月限りで二軍落ちとなる。一時不調に陥るが、8月にはイースタン・リーグで月間MVPを獲得。二軍では新人ながら打率.286の成績を残した。
2006年はオープン戦が絶好調で、WBCで怪我をした岩村明憲の不在もあり、新しく兼任監督となった古田敦也の下、2番二塁手で初の開幕スタメンの座を掴んだが、岩村の復帰までに結果を残せず、以降はグレッグ・ラロッカが本来の二塁に入りポジションが空かず、二軍落ちとなった。しかし7月に宮本慎也の怪我により空いた遊撃手として一軍へ昇格。その後、宮本が復帰すると一時スタメンから外れるが、今度はラロッカが離脱。結果的に一軍に定着し、公式戦初本塁打を放つなどの活躍を見せ、9月には5番でも起用された。最終的に75試合出場、打率.266、5本塁打、22打点と結果を残した。
2007年はラロッカが退団し、開幕から二塁手のレギュラーとして起用される。春先は前年同様にオープン戦絶好調でありながらシーズン開幕後パッタリ当たりが止まり併用になるが、5月ごろには本来の力を発揮し、レギュラーに定着した。中盤に2番二塁手として、早稲田大学時代に1・2番を組んだ1年年上の青木と再びスワローズで1・2番を組み、8月25日には自身初のサヨナラヒットを放つなど、チームに欠かせない戦力となった。3年目にして自身初の規定打席に達し、132試合に出場して、打率.295、5本塁打、51打点、また、リーグ最多の51犠打、8三塁打を記録。初のベストナインにも選出された。
2008年は開幕で3安打猛打賞を記録すると、4試合で11安打を放つなど打率が急上昇。4月終了時点で打率4割を維持していた。夏場でも3割を保ち、後半失速するも.290の高打率を残した。守備に関しても前年の8失策から半減の4失策で守備率.995とリーグトップ、守備機会も両リーグトップの堅守を魅せた。チームで唯一の全試合出場を果たした。一方で、同年監督に就任した高田繁が、足を使う野球を浸透させチームは12球団一の総盗塁数を残すものの、自身は4盗塁7盗塁刺の結果に終わってしまい、盗塁技術向上が今後の課題となった。オフには守備の評価が球団と食い違い、12球団初の契約更改保留者となった。この年の8月に開催された北京オリンピック野球日本代表の1次候補に名前が挙がる。
2009年も開幕から二塁のレギュラーでスタート。当初は7番だったが、川島慶三の不振で7月からは2番に定着した。8月までは打率.282と例年並みの成績を残すが、9・10月に月間打率.172と失速し、打率.258、4本塁打と自己最低の成績に終わり、打撃に課題が残る年となった。犠打の成功率が高く、38犠打でリーグ最多犠打を記録した。守備では積極的にボールに飛びつく堅守で幾度となくチームを救い、7月10日の横浜戦では、同点の9回表一死一・三塁のピンチで二塁ライナーをジャンピングキャッチし、チームのサヨナラ勝ちにつなげた。失策はわずか3、守備率.996は2年連続二塁手部門でリーグ最高だった。
2010年は開幕当初から打撃好調でスタートを切り、チームが貧打で低迷する中でも打率3割を維持しチームの要として活躍。一時は打率が自身最高となる3割2分台まで引き上げ終盤の失速を補い、自身初のシーズン通しての打率3割を記録した。また、長打力の低い打者でありながらリーグ3位の67四球を選ぶなど、選球眼の良さを発揮し、自己最高の出塁率.385を記録。守備でも堅守の印象を強めたもののその半面でイージーミスも増えてしまった。
2011年は打撃面で不調が続き、打率.252という低調な成績に終わった。それでもリーグトップの62犠打（歴代3位）を記録するなど、2番打者としてチームに貢献した。
2012年はチームの新たな方針として1番打者に指名される。しかし、シーズン途中からラスティングス・ミレッジや比屋根渉、雄平が1番に座ることとなり、例年通り繋ぎ役として2番に固定された。6月23日の巨人戦で通算250犠打を達成するなどリーグトップの40犠打を記録。通算282犠打とし、正田耕三の犠打数と並び通算犠打数は8位タイに。打撃は前年の不振を払拭し、打率.274を記録する。出塁率はリーグ9位の.354、得点圏打率はリーグ4位の.313を記録。守備率.995を誇る堅実な守備も評価され、念願のゴールデングラブ賞を受賞。さらに5年ぶりのベストナインに輝くなど充実した1年となった。オフには新たに2年契約を結んだ。
2013年はキャプテンを務めるも、開幕から打撃不振が続き、次第に若手の山田哲人に出場機会を奪われるようになった。二軍落ちも味わい97試合の出場に留まり、7年ぶりに100試合を下回った。打率も.225に終わるなど、厳しいシーズンとなった。
2014年も前年後半同様山田が二塁手に固定され、主に代打での出場が多くなるが、比較的打撃が好調であったため、5月13日の読売ジャイアンツ戦ではプロ入り後初めて三塁手として起用され、同シーズン初のスタメン出場を果たした。6月11日の東北楽天ゴールデンイーグルス戦ではプロ入り後初めて一塁手として起用された。しかし、レギュラーを奪取するまでには至らず、前年よりも少ない77試合の出場に終わった。シーズンオフ、翌年4月1日より5年間、自身が育った千葉県柏市の大津ケ丘中央公園運動場野球場の愛称が「田中浩康スタジアム」になることが判明した（後述）。
2015年は出場機会を増やすために外野手としてスタメンで出場することもあった。82試合に出場したが、打撃不振に陥り打率.201に終わった。オフにはFA宣言の上で残留した。
2016年はスタメン出場はほとんどなく主に代打要員での出場となるが、同じ右打者の荒木貴裕、西浦直亨、飯原誉士、鵜久森淳志などが活躍していたため、出場は31試合に留まった。球団から指導者転向の打診を受けたが、本人が現役続行を希望したため、10月7日に戦力外通告を受けた。10月11日、退団の挨拶に行ったところ球団が急遽退団会見をセッティングし報道陣が駆け付けた。戦力外通告を受けた選手が引退現役引退以外で退団会見を行うのは異例のことで、田中も「ありがたい場を作っていただいた。次への激励と受け取っている」と感謝の言葉を述べた。11月12日に行われる12球団合同トライアウト（阪神甲子園球場）への参加手続きを済ませていたが、当日になって参加を見送った。12月2日付で、NPBから自由契約選手として公示。

### DeNA時代

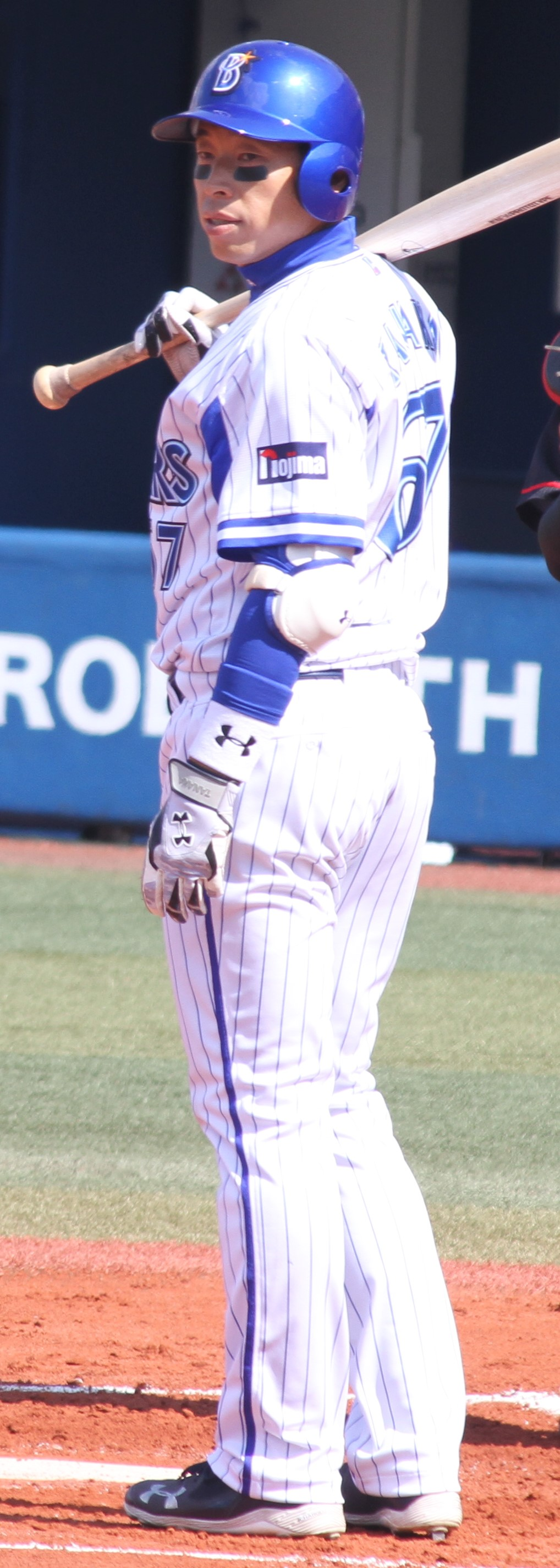
DeNA時代
（2017年3月11日、横浜スタジアムにて）

2016年11月14日に、横浜DeNAベイスターズが田中の入団を発表した。背番号は67で、推定年俸は一軍最低保障額の1500万円。また、先にチームに在籍していた同姓の田中健二朗投手がユニフォームの背ネームを「TANAKA」から「K.TANAKA」に変更したため、浩康の背ネームにはイニシャルでの区別をせずに「TANAKA」を使用した。ただし、健二朗と区別する目的で、スコアボードや報道ではヤクルト時代に続いて「田中浩」という表記が用いられた。
2017年には、移籍1年目ながら「6番・二塁手」で開幕スタメンを勝ち取ると、一軍公式戦の出場試合数が前年の31から66に倍増。7月8日の対中日戦（ナゴヤドーム）で一軍公式戦通算1000安打を達成したり、一軍公式戦で2年ぶりの本塁打を放ったりするなどの活躍で、チームの19年ぶり日本シリーズ進出に貢献した。
2018年には、一軍公式戦31試合の出場で、打率.188、3打点にとどまった。ただし、5月上旬にシーズン初の出場選手登録を果たしてからは、一軍での日本人最年長選手としてアレックス・ラミレス監督から「ダッグアウト・キャプテン」に任命。一軍への帯同中には、若手選手ばかりか、チームキャプテンの筒香嘉智にもアドバイスを送る権限が認められていた。10月3日に自身2度目の戦力外通告を受け、16日に球団を通して引退を発表した。12月2日に、NPBから自由契約選手として公示。

### 現役引退後
引退発表直後の2018年10月27日には、AbemaTVの「U-23野球ワールドカップ 日本vsベネズエラ」中継で解説者デビューを果たす一方で、Twitter上に公式アカウントを開設。後に、学生野球資格の回復に向けて講習会を受講するかたわら、マネジメントを学ぶ目的で早稲田大学大学院修士課程の入学試験を受験した。
2019年2月5日付で、日本学生野球協会から学生野球資格回復の資格を認定。同協会に加盟する大学・高校の硬式野球部での指導が可能になったため、プロ入り前に在籍していた早稲田大学野球部のコーチとして、同部OBでNPB・MLB投手出身の小宮山悟新監督を補佐することも発表された。なお、就任の前には、早稲田大学大学院の入学試験に合格。同年4月以降は、大学院の修士課程に通いながら、野球部で主に守備や走塁を指導していた。その一方で、ヤクルトとDeNAのOBとしてフジテレビONEの野球解説者（本数契約扱い）としても活動。同月からは、文化放送平日早朝の生ワイド番組『なな→きゅう』で、横浜DeNAコーチ就任までの約半年間、隔週月曜日のパートナーを務めた。
2019年11月30日付で、早稲田大学野球部のコーチを退任。2020年3月、早稲田大学大学院スポーツ科学研究科修士課程を修了。修士論文「日本プロ野球とメジャーリーグベースボールにおけるGMの比較」は優秀論文賞を受賞した。
2020年は古巣のDeNAで二軍内野守備走塁コーチを務めた。背番号は97。
2021年は二軍守備走塁コーチ、2022年から2023年までは一軍内野守備走塁コーチを務めた。
2024年は一軍内野守備コーチに配置転換され、三塁ベースコーチ兼任となり、走塁コーチの肩書は石井琢朗のみがもつこととなった。
2025年からは野手コーチ兼任となった。

## 選手としての特徴・人物

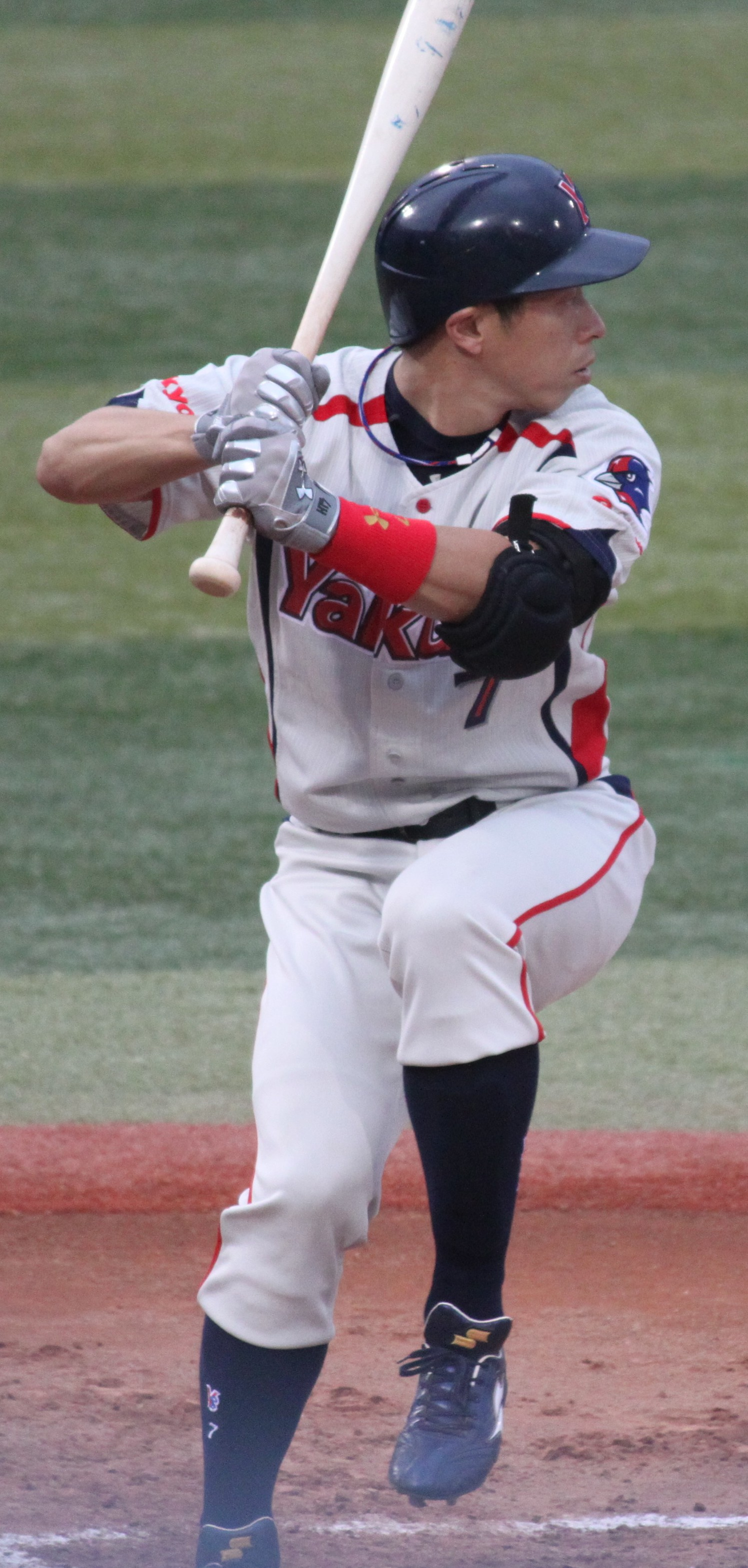
バッティングフォーム

粘り強い打撃と堅実な守備が持ち味。打撃では送りバントや右打ちでつなぎに徹するいぶし銀。守備では二塁手として2度のベストナイン、ゴールデングラブ賞に輝いている。
スパイクシューズとバットはSSKとアンダーアーマー、グラブは久保田スラッガーを使用していた。
中学時代まで空手を野球と両立で習っており、全国大会で入賞経験もある。
ヤクルトファンを公称する作家の村上春樹は、ヤクルト時代の田中について、その独特の構えを「猫の尻尾振りバット」と表現しエッセーなどで激励していた。田中からの礼状をきっかけに往復書簡を交わし、引退前の2018年シーズンも開幕前にエールを受けていた。
2010年より、自身が育った千葉県柏市にて、同市、我孫子市、白井市の3市の少年野球チームが集まる大会「田中浩康カップ」を主催している。「野球を通して少年少女たちが、より多くの仲間と出会い、交流を深め心身のバランスのとれた良き社会人として成長できるよう、そして生涯にわたってスポーツを愛好し、周りの人への感謝の気持ちをいつまでも大切にすること」を目的としている。2015年4月1日より5年間、同大会開催球場の大津ケ丘中央公園運動場野球場の愛称が「田中浩康スタジアム」となる。これは同市からの命名権購入依頼に本人が応えたものによる。また、2018年から生まれ故郷である京都府木津川市の「きづがわいい応援団長」を務めている。
DeNAに移籍後に背番号「67」を選んだ理由は、ヤクルト時代に二遊間を組んでいた尊敬する先輩の宮本慎也が着けていた6番と、田中がヤクルト時代に着けていた7番を共に着けてプレーしたいという田中のたっての想いからであり、DeNA入団が決まってから球団に67番が空いているかを直接尋ねたほどだという。ちなみに、移籍を機に作られた応援歌は、「世界の恋人」のアレンジバージョンである。
前述したように、早稲田大学の学生時代には、3年時まで1年先輩の鳥谷敬と二遊間を組んでいた。鳥谷は田中より1年早く、NPBドラフト会議の自由獲得枠で2004年に阪神へ入団。田中がDeNAに在籍していた2017年9月8日には、甲子園球場の阪神対DeNA戦でNPB一軍公式戦2000安打を達成した。田中自身はこの試合に出場していなかったが、DeNAのベンチに入っていたため、達成の直後にはDeNAナインを代表して鳥谷に記念の花束を渡した。田中によれば、シーズン序盤に横浜スタジアムで催されたDeNA対阪神戦で鳥谷と会った際に、2000安打を達成したら花束を渡すことを直々に約束していたという。
現役時代に在籍していたNPBの球団では、同姓の選手（ヤクルト時代は田中充・田中雅彦、DeNA時代は田中健二朗）とチームメイトになったことから、スコアボードや報道では「田中浩」という表記が一貫して用いられた。

## 詳細情報

### 年度別打撃成績
| 年 度      | 球 団      | 試 合 | 打 席 | 打 数 | 得 点 | 安 打 | 二 塁 打 | 三 塁 打 | 本 塁 打 | 塁 打 | 打 点 | 盗 塁 | 盗 塁 死 | 犠 打 | 犠 飛 | 四 球 | 敬 遠 | 死 球 | 三 振 | 併 殺 打 | 打 率 | 出 塁 率 | 長 打 率 | O P S |
| ---------- | ---------- | ----- | ----- | ----- | ----- | ----- | -------- | -------- | -------- | ----- | ----- | ----- | -------- | ----- | ----- | ----- | ----- | ----- | ----- | -------- | ----- | -------- | -------- | ----- |
| 2005       | ヤクルト   | 6     | 4     | 4     | 0     | 2     | 1        | 0        | 0        | 3     | 0     | 1     | 0        | 0     | 0     | 0     | 0     | 0     | 1     | 0        | .500  | .500     | .750     | 1.250 |
| 2006       | ヤクルト   | 75    | 248   | 214   | 23    | 57    | 12       | 0        | 5        | 84    | 22    | 1     | 1        | 12    | 2     | 19    | 0     | 1     | 47    | 11       | .266  | .326     | .393     | .719  |
| 2007       | ヤクルト   | 132   | 543   | 451   | 58    | 133   | 23       | 8        | 5        | 187   | 51    | 8     | 1        | 51    | 3     | 33    | 0     | 5     | 51    | 14       | .295  | .348     | .415     | .762  |
| 2008       | ヤクルト   | 144   | 604   | 510   | 61    | 148   | 19       | 1        | 5        | 184   | 50    | 4     | 7        | 34    | 4     | 45    | 1     | 11    | 72    | 8        | .290  | .358     | .361     | .719  |
| 2009       | ヤクルト   | 130   | 514   | 434   | 48    | 112   | 24       | 2        | 4        | 152   | 35    | 6     | 2        | 38    | 4     | 34    | 0     | 4     | 50    | 10       | .258  | .315     | .350     | .665  |
| 2010       | ヤクルト   | 140   | 637   | 516   | 64    | 155   | 16       | 2        | 4        | 187   | 54    | 4     | 4        | 45    | 3     | 67    | 3     | 6     | 48    | 15       | .300  | .385     | .362     | .747  |
| 2011       | ヤクルト   | 142   | 619   | 511   | 57    | 129   | 13       | 2        | 1        | 149   | 40    | 2     | 3        | 62    | 3     | 40    | 0     | 3     | 63    | 9        | .252  | .309     | .292     | .600  |
| 2012       | ヤクルト   | 139   | 593   | 486   | 48    | 133   | 16       | 1        | 2        | 157   | 40    | 1     | 1        | 40    | 4     | 54    | 0     | 9     | 60    | 15       | .274  | .354     | .323     | .677  |
| 2013       | ヤクルト   | 97    | 252   | 227   | 22    | 51    | 7        | 0        | 0        | 58    | 14    | 1     | 1        | 6     | 1     | 17    | 1     | 1     | 32    | 6        | .225  | .280     | .256     | .536  |
| 2014       | ヤクルト   | 77    | 111   | 102   | 9     | 25    | 2        | 1        | 3        | 38    | 10    | 0     | 0        | 1     | 0     | 8     | 0     | 0     | 15    | 4        | .245  | .300     | .373     | .673  |
| 2015       | ヤクルト   | 82    | 151   | 134   | 13    | 27    | 3        | 1        | 1        | 35    | 11    | 3     | 0        | 4     | 0     | 11    | 0     | 2     | 18    | 4        | .201  | .272     | .261     | .533  |
| 2016       | ヤクルト   | 31    | 37    | 32    | 2     | 6     | 2        | 0        | 0        | 8     | 1     | 0     | 0        | 0     | 0     | 4     | 0     | 1     | 3     | 0        | .188  | .297     | .250     | .547  |
| 2017       | DeNA       | 66    | 175   | 154   | 15    | 31    | 3        | 1        | 1        | 39    | 20    | 2     | 0        | 8     | 0     | 11    | 0     | 2     | 25    | 4        | .201  | .263     | .253     | .517  |
| 2018       | DeNA       | 31    | 52    | 48    | 3     | 9     | 1        | 0        | 0        | 10    | 3     | 0     | 0        | 1     | 0     | 2     | 0     | 1     | 7     | 3        | .188  | .235     | .208     | .444  |
| 通算：14年 | 通算：14年 | 1292  | 4540  | 3823  | 423   | 1018  | 142      | 19       | 31       | 1291  | 351   | 33    | 20       | 302   | 24    | 345   | 5     | 46    | 492   | 103      | .266  | .332     | .338     | .670  |

- 各年度の太字はリーグ最高

### 年度別守備成績
| 年 度      | 球 団      | 一塁  | 一塁  | 一塁  | 一塁  | 一塁  | 一塁     | 二塁  | 二塁  | 二塁  | 二塁  | 二塁  | 二塁     | 三塁  | 三塁  | 三塁  | 三塁  | 三塁  | 三塁     | 遊撃  | 遊撃  | 遊撃  | 遊撃  | 遊撃  | 遊撃     | 外野  | 外野  | 外野  | 外野  | 外野  | 外野     |
| 年 度      | 球 団      | 試 合 | 刺 殺 | 補 殺 | 失 策 | 併 殺 | 守 備 率 | 試 合 | 刺 殺 | 補 殺 | 失 策 | 併 殺 | 守 備 率 | 試 合 | 刺 殺 | 補 殺 | 失 策 | 併 殺 | 守 備 率 | 試 合 | 刺 殺 | 補 殺 | 失 策 | 併 殺 | 守 備 率 | 試 合 | 刺 殺 | 補 殺 | 失 策 | 併 殺 | 守 備 率 |
| ---------- | ---------- | ----- | ----- | ----- | ----- | ----- | -------- | ----- | ----- | ----- | ----- | ----- | -------- | ----- | ----- | ----- | ----- | ----- | -------- | ----- | ----- | ----- | ----- | ----- | -------- | ----- | ----- | ----- | ----- | ----- | -------- |
| 2005       | ヤクルト   | -     | -     | -     | -     | -     | -        | 2     | 1     | 1     | 0     | 0     | 1.000    | -     | -     | -     | -     | -     | -        | -     | -     | -     | -     | -     | -        | -     | -     | -     | -     | -     | -        |
| 2006       | ヤクルト   | -     | -     | -     | -     | -     | -        | 51    | 80    | 129   | 5     | 21    | .977     | -     | -     | -     | -     | -     | -        | 20    | 23    | 58    | 5     | 6     | .942     | -     | -     | -     | -     | -     | -        |
| 2007       | ヤクルト   | -     | -     | -     | -     | -     | -        | 132   | 278   | 389   | 8     | 61    | .988     | -     | -     | -     | -     | -     | -        | -     | -     | -     | -     | -     | -        | -     | -     | -     | -     | -     | -        |
| 2008       | ヤクルト   | -     | -     | -     | -     | -     | -        | 144   | 359   | 489   | 4     | 85    | .995     | -     | -     | -     | -     | -     | -        | -     | -     | -     | -     | -     | -        | -     | -     | -     | -     | -     | -        |
| 2009       | ヤクルト   | -     | -     | -     | -     | -     | -        | 130   | 314   | 414   | 3     | 81    | .996     | -     | -     | -     | -     | -     | -        | -     | -     | -     | -     | -     | -        | -     | -     | -     | -     | -     | -        |
| 2010       | ヤクルト   | -     | -     | -     | -     | -     | -        | 140   | 317   | 468   | 9     | 98    | .989     | -     | -     | -     | -     | -     | -        | -     | -     | -     | -     | -     | -        | -     | -     | -     | -     | -     | -        |
| 2011       | ヤクルト   | -     | -     | -     | -     | -     | -        | 142   | 379   | 435   | 7     | 91    | .991     | -     | -     | -     | -     | -     | -        | -     | -     | -     | -     | -     | -        | -     | -     | -     | -     | -     | -        |
| 2012       | ヤクルト   | -     | -     | -     | -     | -     | -        | 139   | 448   | 409   | 4     | 99    | .995     | -     | -     | -     | -     | -     | -        | -     | -     | -     | -     | -     | -        | -     | -     | -     | -     | -     | -        |
| 2013       | ヤクルト   | -     | -     | -     | -     | -     | -        | 60    | 138   | 147   | 6     | 32    | .979     | -     | -     | -     | -     | -     | -        | -     | -     | -     | -     | -     | -        | -     | -     | -     | -     | -     | -        |
| 2014       | ヤクルト   | 7     | 52    | 2     | 0     | 4     | 1.000    | 2     | 3     | 4     | 0     | 0     | 1.000    | 4     | 1     | 6     | 2     | 0     | .778     | -     | -     | -     | -     | -     | -        | -     | -     | -     | -     | -     | -        |
| 2015       | ヤクルト   | 4     | 31    | 2     | 0     | 1     | 1.000    | -     | -     | -     | -     | -     | -        | -     | -     | -     | -     | -     | -        | -     | -     | -     | -     | -     | -        | 23    | 34    | 0     | 0     | 0     | 1.000    |
| 2016       | ヤクルト   | 4     | 22    | 3     | 1     | 3     | .962     | -     | -     | -     | -     | -     | -        | -     | -     | -     | -     | -     | -        | -     | -     | -     | -     | -     | -        | -     | -     | -     | -     | -     | -        |
| 2017       | DeNA       | 5     | 21    | 0     | 0     | 4     | 1.000    | 42    | 88    | 100   | 1     | 24    | .995     | -     | -     | -     | -     | -     | -        | -     | -     | -     | -     | -     | -        | -     | -     | -     | -     | -     | -        |
| 2018       | DeNA       | 4     | 8     | 0     | 0     | 0     | 1.000    | 12    | 18    | 25    | 0     | 7     | 1.000    | -     | -     | -     | -     | -     | -        | -     | -     | -     | -     | -     | -        | -     | -     | -     | -     | -     | -        |
| 通算：14年 | 通算：14年 | 24    | 134   | 7     | 1     | 12    | .993     | 996   | 2423  | 3010  | 47    | 599   | .991     | 4     | 1     | 6     | 2     | 0     | .778     | 20    | 23    | 58    | 5     | 6     | .942     | 23    | 34    | 0     | 0     | 0     | 1.000    |

- 各年度の太字はリーグ最高、赤太字はNPBの二塁手における歴代最高
- 太字年はゴールデングラブ賞受賞

### 表彰
- ベストナイン：2回（二塁手部門：2007年、2012年）
- ゴールデングラブ賞：1回（二塁手部門：2012年）
- JA全農Go・Go賞：1回（好捕賞：2009年7月）

### 記録
初記録
- 初出場：2005年4月6日、対中日ドラゴンズ2回戦（明治神宮野球場）、10回裏に鈴木健の代走で出場
- 初打席：2005年4月10日、対広島東洋カープ3回戦（広島市民球場）、7回表に山本樹の代打で出場、大竹寛から遊撃ゴロ
- 初安打：2005年5月4日、対中日ドラゴンズ5回戦（ナゴヤドーム）、7回表に朝倉健太から三塁内野安打
- 初盗塁：2005年5月27日、対北海道日本ハムファイターズ4回戦（札幌ドーム）、9回表に二盗（投手：矢野諭、捕手：實松一成）
- 初先発出場：2006年3月31日、対阪神タイガース1回戦（大阪ドーム）、2番・二塁手で先発出場
- 初打点：2006年6月11日、対福岡ソフトバンクホークス6回戦（福岡Yahoo! JAPANドーム）、2回表に神内靖から左中間適時二塁打
- 初本塁打：2006年8月4日、対中日ドラゴンズ9回戦（明治神宮野球場）、2回裏に佐藤充から左越2ラン
- 初犠打：2006年8月5日、対中日ドラゴンズ10回戦（明治神宮野球場）、2回裏にルイス・マルティネスから投手前犠打

節目の記録
- 200犠打：2011年5月17日、対北海道日本ハムファイターズ1回戦（札幌ドーム）、1回表に武田勝から捕手前犠打 ※史上30人目
- 250犠打：2012年6月22日、対読売ジャイアンツ9回戦（長野オリンピックスタジアム）、1回表に内海哲也から投手前犠打 ※史上14人目
- 1000試合出場：2013年9月29日、対横浜DeNAベイスターズ23回戦（明治神宮野球場） ※史上461人目
- 1000安打：2017年7月8日、対中日ドラゴンズ14回戦（ナゴヤドーム）、6回表に小笠原慎之介から中前適時打 ※史上287人目[15]
- 300犠打：2017年8月18日、対読売ジャイアンツ16回戦(東京ドーム)、1回表に田口麗斗から投手前犠打 ※史上6人目

### 背番号
- 7（2005年 - 2016年）
- 67（2017年 - 2018年）
- 97（2020年 - ）

### 登場曲
- 「Hey DJ」CNCO & Yandel（2017年前半）
- 「Slide (feat. Frank Ocean & Migos)」Calvin Harris（2017年後半）
- 「Bed of Roses (feat. Stanaj)」Afrojack（2018年前半）
- 「東京VICTORY」サザンオールスターズ（2018年後半）

### 出演番組
現役引退後に「野球解説者」としてレギュラーで出演する番組のみ記載。
- なな→きゅう月曜パートナー（2019年4月 - 12月、文化放送）※宮下純一との隔週交代で出演[40]